# 헤일리 윌리엄스
헤일리 윌리엄스(Hayley Williams, 1988년 12월 27일 ~ )는 미국의 싱어송라이터이며, 밴드 파라모어의 리드 보컬로 유명하다.

## 음반 목록

### 정규 앨범
- Petals for Armor (2020)

### EP
- Petals for Armor I (2020)
- Petals for Armor II (2020)